# Ріта Ора
Рі́та Сагатчю́ О́ра (англ. Rita Sahatçiu Ora; нар. 26 листопада 1990) — англійська співачка албанського походження. В 2009 році брала участь у відборі на представника Великої Британії на Євробаченні. Пізніше підписала контракт з Roc Nation.

## Життя та кар'єра

### Дитинство та ранні роки вшоу-бізнесі
Ріта Ора народилась в Югославії в місті Приштина. Того ж року сім'я переїхала до Великої Британії. Ора вчилася у театральній школі та пізніше в коледжі. У 2004 році знялася у фільмі «Співс». Брала участь у піснях Крейга Девіда. Потім у Нью-Йорку підписала контракт з Roc Nation.

### 2011—2013:Ora.
У 2012 DJ Fresh та Ріта Ора випустили сингл «Hot Right Now», що досяг 1-о місця на «UK Singles Chart». Сингли з її альбому «R.I.P», «How We Do (Party)» досягли 1-го місця, а «Shine Ya Light» — 10-го. Її дебютний альбом «Ora» добрався до 1-ї позиції у Великій Британії. У 2013 році вийшов 5-й та останній сингл з альбому «Radioactive».

### 2014
У 2014 Ора випустила новий сингл «I Will Never Let You Down» та кліп на нього для майбутнього 2-го студійного альбому. Пісня стала 4-м хітом номер 1 співачки у Великій Британії. Також вона взяла участь у пісні Іггі Азалії під назвою «Black Widow», яка є найуспішнішим синглом Ріти Ори на Billboard Hot 100, що досяг 15-го місця.

### 2018: Другийстудійний альбомPhoenix.
Студійний альбом «Phoenix» був анонсований 18 вересня і вийшов 23 листопада 2018 року (Atlantic Records UK). До альбому, зокрема, увійшли популярні пісні: «Your Song», «Anywhere», «Let You Love Me», «Girls» та інші.

### Телебачення
У 2016 році Ріта Ора стала новою ведучою шоу «Топ-модель по-американськи».

## Ріта Ора і Україна
У 2017 році з діджеєм Avicii зняла кліп у Києві . Lonely Together.
Була гостею Євробачення 2023 у Ліверпулі та зустрілась з українською біженкою із Рівного .
У 2024 одягнула сукню від  українського бренду Florov.

## Дискографія

### Альбоми
- Ora (2012)
- Phoenix (2018)

### Сингли
Як основний виконавець:
| Назва                      | Рік  | UK | AUS | CAN | IRE | US | Сертифікації | альбом |
| -------------------------- | ---- | -- | --- | --- | --- | -- | ------------ | ------ |
| Hot Right Now (з DJ Fresh) | 2012 | 1  | 46  | -   | 17  | -  |              | Ora    |
| How We Do (Party)          | 2012 | 1  | 9   | 68  | 1   | 62 |              | Ora    |
| R.I.P (з Тайні Темпа)      | 2012 | 1  | 10  | -   | 11  | -  |              | Ora    |
| Shine Ya Light             | 2012 | 10 | -   | -   | 25  | -  |              | Ora    |
| Radioactive                | 2013 | 18 | 23  | -   | 30  | -  |              | Ora    |
| I Will Never Let You Down  | 2014 | 1  | 5   | 69  | 9   | 83 |              | TBA    |

Як запрошений виконавець:
| Назва                                 | Рік  | UK | AUS | CAN | US | US R&B | Сертифікації | Альбом          |
| ------------------------------------- | ---- | -- | --- | --- | -- | ------ | ------------ | --------------- |
| Black Widow (Іггі Азалія з Рітою Орю) | 2014 | 15 | 23  | 30  | 6  | 2      |              | The New Classic |

## Особисте життя
У 2011–2012 роках співачка зустрічалась з поп-співаком Бруно Марсом. Пізніше вони розлучились. Протягом 2013–2014 вона була у близьких стосунках з ді-джеєм Кельвіном Харрісом, але стосунки тривали лише рік.
У 2018 році повідомила про свою бісексуальність.

## Проблеми зі здоров'ям
У листопаді 2013 року Ріта Ора знепритомніла через зневоднення. Її привезли у лікарню у Маямі.